# Hermann Alexander von Berlepsch
Hermann Alexander von Berlepsch (* 17. März 1814 in Göttingen; † 14. Mai 1883 in Zürich) war Buchhändler, Verleger und engagierter Liberaler. Nach der Niederschlagung der Revolution 1848 floh er von Erfurt in die Schweiz. Während der Jahre 1847/1848 war er Herausgeber der demokratisch orientierten „Thüringer Zeitung“ und Organisator der „Thüringer Volkstage“.

## Herkunft
Seine Eltern waren der Regierungsrat in Ratzeburg Friedrich Ludwig von Berlepsch (1749–1818) und dessen Köchin Charlotte Katharine Wagner.

## Leben
Er siedelte mit seinen Eltern 1816 über nach Erfurt und widmete sich nach absolvierten Schul- und Studienjahren dem Buchhandel. Er übernahm eine mit einer Leihbibliothek verbundene Buchhandlung, wurde 1839 stiller Teilhaber eines Ladens in Erfurt und gründete dort eine Lokalzeitung namens
„Erfurter Stadt- und Landboten“ und die Thüringer Zeitung. Im 1848 trat er entschieden für die demokratische Partei auf und erlangte durch seine Tätigkeit wesentlichen Einfluss in Thüringen. Er sah sich Folge der Straßenkampfe in Erfurt am 24. November 1848 genötigt, die Flucht zu ergreifen. Er ließ darauf in St. Gallen nieder und erwarb 1850 in Graubünden das schweizerische Bürgerrecht. Da man ihm in St. Gallen das Bürgerrecht nicht geben wollte, erhielt er es in dem kleinen Bergdorf Dutjen (Gemeinde Valendas).
In der Schweiz betätigte er sich ausschließlich literarisch. Zunächst erhielt er eine Anstellung bei der Illustrierten Schweizer Zeitung. Der Verlag Scheitlin und Zollikofer beauftragte ihn dann mit bei Buchreihe „Chronik der Gewerke“ von der 11 Bände erschienen.
Er gab – zunächst anonym – einen Illustrierten Alpenführer (1854) und seine Schweizerkunde (1859), eine übersichtlich vergleichende Landvolks- und Staatenkunde, heraus. Dann mit großem Erfolg das Buch Alpen in Natur und Lebensbildern (1861), das auch ins Englische und Französische übersetzt wurde und mehrere Auflagen erlebte. Außerdem das Reisehandbuch für die Schweiz (1862), welches ebenfalls mehrere Auflagen erlebte.
Auf Vorschlag des Bibliographischen Instituts in Hildburghausen übernahm Berlepsch die Hauptredaktion sämtlicher Reisehandbücher, von denen West- und Norddeutschland, Harz, Thüringen, Paris und nördliches Frankreich erschienen und die ihm den Ruf des zuverlässigsten Verfassers von Reisehandbüchern in Deutschland und Frankreich eingetragen haben (die Zusammenarbeit endete 1872 im Streit). Er schrieb auch für die periodische Presse namentlich Die Gartenlaube, in der von ihm unterzeichnete und anonyme Artikel erschienen. Er lebte in Hottingen bei Zürich, aber nach seinem Tod zog die Witwe nach Wien.

## Familie
Er war mit Teresia Antonia Mayr verheiratet. Das Paar hatte mehrere Kinder:
- Hans Eduard (* 31. Dezember 1849; † 17. August 1921). Maler
- Maria Goswina (* 25. September 1845; † 10. April 1916), Schriftstellerin
- Charlotte Elise (Lilli) Frederike (* 8. August 1842; † 13. April 1905) ⚭ Franz von Hanke (* 12. Mai 1817; † 23. Oktober 1902)